# 海底47m
『海底47m』（原題: 47 Meters Down）は、2017年に公開されたイギリス・アメリカ合作のパニック・ホラー映画である。監督はヨハネス・ロバーツ、主演はクレア・ホルトとマンディ・ムーアが務めた。

## ストーリー
ケイトとリサは休暇でメキシコを訪れていた。「君は退屈な人間だ」と彼氏に言われて破局したリサを慰めようとして、ケイトは考えを巡らすが、上手いアイデアを思いつけずにいた。そんな折、ケイトは地元の人からケージ・ダイビングについての話を聞いた。「これだ!」と思ったケイトは、リサをケージ・ダイビングに誘った。リサは気乗りしなかったが、ケイトから「また退屈な女だと思われるわよ」と言われたため、渋々ダイビングに挑むことにした。
翌日、2人が港に到着すると、リサがダイビングへの不安を吐露したが、ケイトは「危険なことなんてないでしょうよ」と真剣に受け止めなかった。2人は地元の青年たちとテイラー船長の船に乗った。ケイトはテイラーに「2人ともダイビングをしたことがある」と言ったが、これは嘘であった。リサにはダイビング経験がなかったのである。
ダイビングスポットに到着したとき、テイラーはサメをおびき寄せるためのえさを撒き始めた。ここに至り、ケイトもダイビングへの不安を口にしたが、テイラーは「大丈夫だ」と言うばかりであった。最初に潜ったのは地元の青年たちであった。船にいた誰もが気が付かなかったことではあるが、すでにこの段階でケーブルに切れ目が入っていたのである。青年たちが無事に帰還したのを見たテイラーは、リサとケイトを海底に送る準備を始めた。2人が檻の中に入ったとき、ボートに備え付けられていたケーブルの巻上機が水中に落下してしまい、2人はそのまま海底47メートルへと沈んでいった。しかも、2人は船との交信ができない状態におかれてしまった。海面下40メートルまで泳いでいったケイトは、必死の思いで船との交信を試みた。テイラーは「ハビエルがスペアの巻上機をもってくるまで耐えてくれ。あと、サメがウヨウヨしているから、檻の外には出るな」とケイトに言った。極度の緊張下におかれた2人は、予想以上の量の酸素を消費してしまった。やがて、2人をハビエルのサーチライトが照らした。ハビエルは自分たちを視認できないのではないかと考えたケイトは、檻の外に出ようとしたが、彼女の酸素タンクは空に近い状態にあった。そこで、リサがケイトの代わりに檻の外に出ることとなった。サメが下から襲撃してくることを防ぐために、リサは海底に沿って光源へと向かった。
途中にあった崖を乗り越えて光源にたどり着いたリサだったが、そこにハビエルの姿はなかった。しかも、光源にたどり着くのに必死になる余り、檻と自分がどれくらい離れているのか分からなくなってしまった。そこへハビエルが姿を現わしたが、彼はサメに襲撃され命を落としてしまった。ハビエルのスピアガンを装備したリサは、檻へと泳いで戻ることにした。フラッシュライトの光を確認したテイラーは2人の入った檻を引き上げようとしたが、その途中でケーブルが切れてしまった。2人の入った檻はさらに深い場所まで沈んでしまった。生還の見込みを失った2人はパニックに陥り、さらに酸素を浪費してしまうのだった。しかも、檻はリサの足を下敷きにしていたのである。

## キャスト
※括弧内は日本語吹替
- ケイト - クレア・ホルト（英語版）（山口協佳）
- リサ - マンディ・ムーア（浅野真澄）
- ハビエル - クリス・J・ジョンソン（英語版）（俊藤光利）
- ルイス - ヤニ・ゲルマン（前田一世）
- ベンジャミン - サンティアゴ・セグーラ（金城大和）
- テイラー船長 - マシュー・モディーン（北島善紀）

## 公開
当初、本作の配給権を保有していたディメンション・フィルムズは、2016年8月2日に本作のDVDを発売し、ビデオオンデマンドでの配信を始める予定であった。しかし、同年7月25日、ディメンション・フィルムズが本作の配給権をエンターテインメント・スタジオズに売却したと報じられた。エンターテインメント・スタジオズは本作を2017年6月16日に劇場公開すると発表した。その際、エンターテインメント・スタジオズはタイトルを『In the Deep』から『47 Meters Down』へと変更した。

## 興行収入
本作は『オール・アイズ・オン・ミー』と『カーズ/クロスロード』、『ラフ・ナイト 史上最悪!?の独身さよならパーティー』と同じ週に公開され、公開初週末に500万ドル前後を稼ぎ出すと予想されていたが、実際はその倍以上を稼ぎ出した。2017年6月16日、本作は全米2270館で封切られ、公開初週末に1102万ドルを稼ぎ出し、週末興行収入ランキング初登場5位となった。

## 評価
本作は批評家からまずまずの評価を得ている。映画批評集積サイトのRotten Tomatoesには56件のレビューがあり、批評家支持率は54%、平均点は10点満点で5.6点となっている。サイト側による批評家の見解の要約は「『海底47m』はその恐ろしい場面設定から、十分な恐怖を引き出せていない。しかし、熱狂的なホラー映画ファンではない人間にとって、牙を向き出しにしたサメたちはいくらかのスリルを味わわせてくれるだろう」となっている。また、Metacriticには18件のレビューがあり、加重平均値は56/100となっている。なお、本作のCinemaScoreはCとなっている。